# Mantikora
Mantikora je u grčkoj mitologiji mitološko biće, vrsta Himere s ljudskom glavom (često s rogovima, sivim očima, trima redovima željeznih zubi i glasnom rikom poput trube), lavljim, katkad crveno obojenim tijelom i zmajevim ili škorpionovim repom kojim može pucati otrovne dlake da bi onesposobila plijen. Katkad se prikazuje i s velikim krilima.

## Etimologija
Mantikorino ime perzijskog je porijekla: martya = čovjek + xwar- = "jesti". Grci su netočno preuzeli perzijski izgovor te je na grčkome ta riječ glasila mantikhoras, a potom je prešla u latinski gdje je poprimila oblik mantichora.

## Karakteristike
Opisao ju je Ktezije, grčki liječnik i povjesničar te je tako došla u europsku mitologiju. Poslije je to učinio Pauzanije govoreći o mantikori kao lavu te da je to samo indijski mit nastao zbog velika straha od same zvijeri. Plinije Stariji vjerovao je mitu, a njegovi su opisi bili cijenjeni te se u njih vjerovalo.
Mantikora je bila ilustrirana u bestijarijima, a i u grbovima, posebice tijekom 16. stoljeća, a također je utjecala na maniristička prikazivanja u slikama i ukrasnim djelima. Poslije je zamjenjivana sa Sfingom, posebice od 17. i 18. stoljeća u Francuskoj.

## Vanjske poveznice
- Mantikora - srednjovjekovni bestijarij (engl.)
- Mantikora - legenda i simbolizam  Arhivirana inačica izvorne stranice od 15. studenoga 2006. (Wayback Machine) (engl.)